# Балейський район
Бале́йський район (рос. Балейский район) — район у складі Забайкальського краю Російської Федерації.
Адміністративний центр — місто Балей.

## Населення
Населення — 17537 осіб (2019; 20500 в 2010, 24517 у 2002).

## Адміністративний поділ
Район адміністративно поділяється на 1 міське та 9 сільських поселень:
| Поселення                             | Площа, км² | Населення, осіб (2002) | Населення, осіб (2010) | Населення, осіб (2019) | Центр                 | Населені пункти |
| ------------------------------------- | ---------- | ---------------------- | ---------------------- | ---------------------- | --------------------- | --------------- |
| Балейське міське поселення            | 578,40     | 14797                  | 12533                  | 10879                  | Балей                 | 1               |
| Жидкинське сільське поселення         | 402,37     | 836                    | 694                    | 568                    | Жидка                 | 3               |
| Козаковське сільське поселення        | 159,90     | 992                    | 862                    | 788                    | Козаковський Промисел | 2               |
| Матусовське сільське поселення        | 315,55     | 1073                   | 872                    | 698                    | Матусово              | 3               |
| Нижньогірюнінське сільське поселення  | 999,09     | 584                    | 425                    | 325                    | Нижнє Гірюніно        | 4               |
| Нижньоільдіканське сільське поселення | 619,19     | 1164                   | 952                    | 749                    | Нижній Ільдікан       | 4               |
| Нижньококуйське сільське поселення    | 562,98     | 758                    | 629                    | 519                    | Нижній Кокуй          | 3               |
| Подойніцинське сільське поселення     | 585,28     | 1455                   | 1204                   | 1075                   | Подойніцино           | 7               |
| Ундинське сільське поселення          | 229,91     | 1364                   | 1146                   | 994                    | Унда                  | 3               |
| Ундіно-Посельське сільське поселення  | 458,24     | 1494                   | 1183                   | 942                    | Ундіно-Посельє        | 2               |

## Найбільші населені пункти
| №  | Населений пункт       | Населення, осіб (2002) | Населення, осіб (2010) |
| -- | --------------------- | ---------------------- | ---------------------- |
| 1  | Балей                 | 14797                  | 12533                  |
| 2  | Ундіно-Посельє        | 1471                   | 1183                   |
| 3  | Унда                  | 1134                   | 959                    |
| 4  | Козаковський Промисел | 841                    | 723                    |
| 5  | Нижній Ільдікан       | 723                    | 600                    |
| 6  | Подойніцино           | 548                    | 484                    |
| 7  | Матусово              | 535                    | 443                    |
| 8  | Колобово              | 378                    | 311                    |
| 9  | Жидка                 | 366                    | 308                    |
| 10 | Нижній Кокуй          | 346                    | 308                    |